# علي الخواص
علي الخواص البرلسي، عالم دين مسلم، وأحد أعلام التصوف الإسلامي في القرن العاشر الهجري. أخذ التصوف عن إبراهيم المتبولي بشكل أساسي وعن الشيخ بركات الخياط. كان عالماً أمياً لا يقرأ ولا يكتب، فجمع تلميذه عبد الوهّاب الشعراني ما كان يقوله في كتاب سماه «درر الغوّاص في فتاوى سيدي علي الخواص»، الذي قال عنه في المقدمة: «فهذه نبذة صالحة من فتاوى شيخنا وقدوتنا، ولي الله الكامل الراسخ الأمّي المحمدي، سيدي علي الخواصّ، أعاد الله علينا وعلى المسلمين من بركاته وبركات علومه في الدنيا والآخرة». توفي في القاهرة في آخر جمادى الآخرة سنة 949 هـ ودفن في زاوية الشيخ بركات الخياط.